# Ariosoma selenops
Ariosoma selenops är en fiskart som beskrevs av Reid, 1934. Ariosoma selenops ingår i släktet Ariosoma och familjen havsålar. IUCN kategoriserar arten globalt som livskraftig. Inga underarter finns listade i Catalogue of Life.

## Bildgalleri

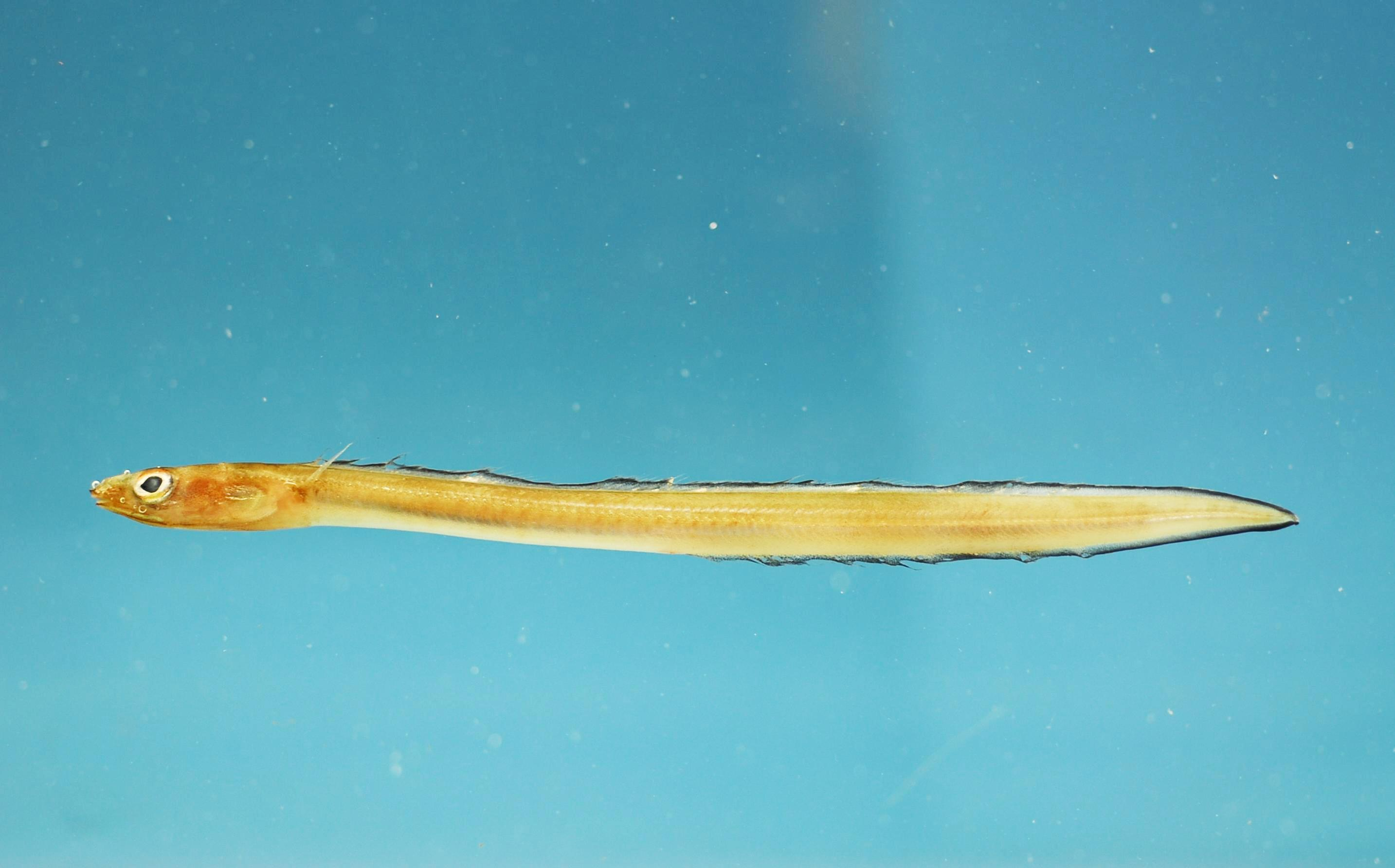